# Harry Houdini

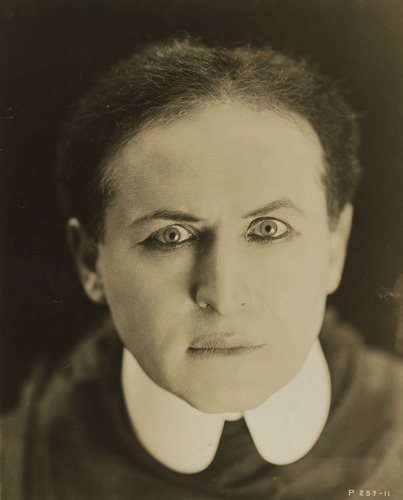
Harry Houdini, 1920

Harry Houdini (* 24. März 1874 als Erik Weisz in Budapest, Österreich-Ungarn; † 31. Oktober 1926 in Detroit, Michigan) war ein US-amerikanischer Entfesselungs- und Zauberkünstler.

## Leben und Wirken

### Kindheit und Jugend
Harry Houdini wurde 1874 als Sohn des jüdischen Seifenmachers Mayer Sámuel Weisz (1829–1892) in Budapest geboren. Als er vier Jahre alt war, emigrierte seine Familie von Ungarn in die Vereinigten Staaten. Sie lebten zunächst in Appleton (Wisconsin) und ließen sich später in New York nieder. Seit sein Vater seinen Posten als Rabbiner einer Reformgemeinde in Appleton verloren hatte, verbrachte er seine Kindheit in großer Armut. In den USA änderte die Familie die Schreibung ihres Namens in „Weiss“. Erik nannte sich fortan „Ehrich“. Schon als Jugendlichen zog es ihn zum Zirkus, wo er als „Ehrich, Prince of the Air“ sein Können am Trapez zeigte. Mit 17 begann er als Zauberkünstler aufzutreten und gab sich erstmals den Künstlernamen Harry Houdini – den Vornamen „Harry“ in Anlehnung an den berühmten Zauberkünstler Harry Kellar, den Nachnamen „Houdini“ als Hommage an sein Vorbild Jean Eugène Robert-Houdin, einen französischen Magier. Obwohl er zwei ältere Brüder hatte, sagte sein Vater auf dem Sterbebett zu ihm, er solle „immer für die Mutter da sein“. Dieser Schwur trieb ihn von da ab an. 1894 heiratete er die deutschstämmige Varietétänzerin Wilhelmina Beatrice „Bess“ Rahner. Sie hatte ein komödiantisches Talent, fungierte viele Jahre als seine Bühnenassistentin und wurde insbesondere für den rasanten Platztausch mit dem in einer Kiste gefesselt eingeschlossenen Houdini („Substitution Metamorphosis“) bekannt – ein Trick, der heute noch zum Standard-Repertoire der Großillusionisten gehört.

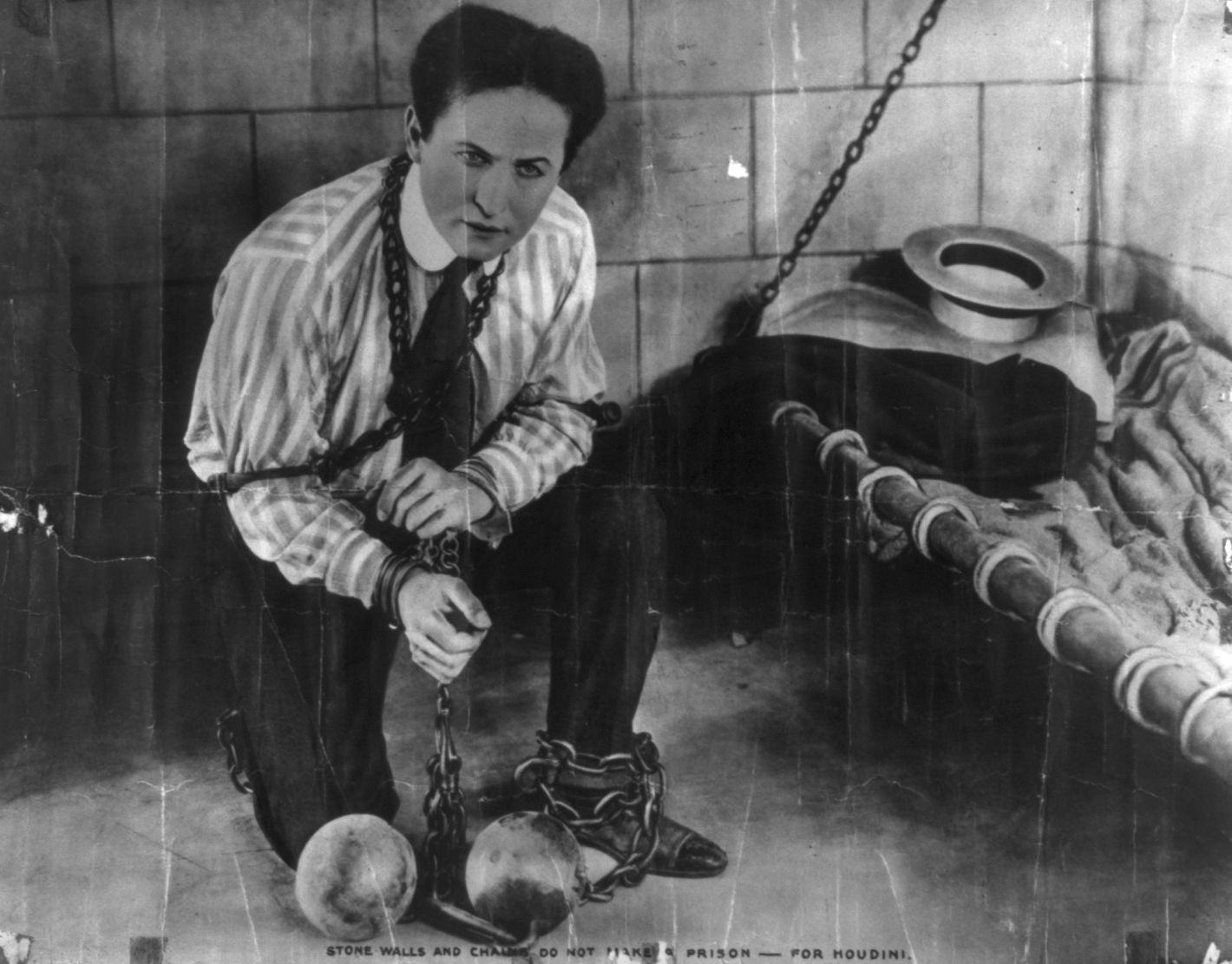
Harry Houdini (etwa 1898)

### Zirkus-Jahre

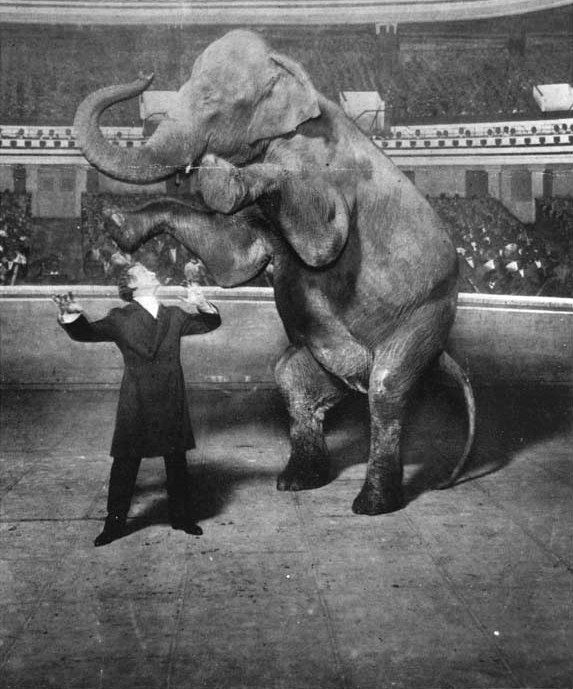
Houdini lässt einen Elefanten verschwinden (1918)

In ihren ersten Künstlerjahren tourten die Houdinis in Wanderzirkussen, traten in Sideshows und Dime-Museen als Hellseher auf und verkauften für einen falschen Doktor Wundertinkturen. Seinen ersten Durchbruch hatte Houdini 1895 mit einem von betrügerischen Spiritisten adaptierten Entfesselungstrick mit einer Handschelle, den er pressewirksam jeweils im Polizeipräsidium einer Kleinstadt zeigte. Er lobte öffentlich einen Preis für denjenigen aus, der ihm eine Fessel gebe, aus der er nicht entkommen könne. Diese Show steigerte er 1898 mit einem Pressetermin in einem Gefängnis in Chicago, was ihm eine kleine Tournee an der Westküste einbrachte. Seinen Achtungserfolg konnte er an der Ostküste nicht wiederholen.

### Europa
Mittellos und ohne Aussicht auf ein Engagement versuchten die Houdinis auf einen Tipp von seinem Magierkollegen Thomas Nelson Downs hin ihr Glück 1900 in London, wo deutsche Varietés auf seine Entfesselungs-Darbietung aufmerksam wurden. Neu an Houdinis Show war, dass er tatsächlich aus jeder ihm zur Verfügung gestellten Fessel entkommen konnte und sich zu Werbezwecken unter Testbedingungen nackt von erfahrenen Polizisten fesseln ließ. Ein Engagement in Dresden wurde ein so sensationeller Erfolg, dass allein wegen der Pressemeldungen sein nächstes Engagement im Berliner Wintergarten-Varieté ausverkauft war. Im Dresdner Vorort Kötzschenbroda versuchte Houdini im Jahr 1903, den Zauberkünstler Wiljalba Frikell zu treffen, jedoch war dieser bereits verstorben. Für Pressetermine hatte Houdini den Spannungsbogen seiner Entfesselungsnummer erweitert, indem er diese unter Lebensgefahr, etwa in Flüssen unter Wasser, ausführte. Seither tourte er mit den namhaftesten deutschen Zirkus-Unternehmen wie Circus Busch und Circus Corty & Althoff. Houdini wurde relativ schnell zu einem der bekanntesten Showstars Europas und feierte auch in Russland große Erfolge. Sein wichtigster Markt blieb jedoch auf Jahre hinweg Deutschland, das ihn begeistert in allerhand Publikationen feierte.

### USA
Mit geschickten Werbemaßnahmen gelang es Houdini ab 1906, auch in Nordamerika ein Publikum zu begeistern. Wegen des Ersten Weltkriegs fiel der deutsche Markt für ihn vollständig aus. Inzwischen hatte er die Zwangsjacke entdeckt, die noch dramatischere Entfesselungen zuließ, etwa kopfüber an Wolkenkratzern aufgehängt. Neben seinen Entfesselungsnummern versuchte sich Houdini immer wieder als Zauberkünstler. Anders als die meisten seiner Kollegen setzte er nicht auf Humor und Charme, sondern präsentierte die Effekte marktschreierisch und uninspiriert. Houdinis rustikales Auftreten funktionierte zwar für die Rolle des Entfesselungsartisten, nicht aber für die eines Zauberkünstlers. Nach mehreren Rückschlägen realisierte er schließlich die aufwendige Show „Cheers up“ im New Yorker Hippodrom, das über ein Wasserbassin verfügte, in dem er sich unter Wasser entfesseln konnte. Die ursprünglich in Flüssen begonnenen Unterwasserentfesselungen zeigte Houdini auf der Bühne, ansonsten in einer gigantischen Milchkanne und später in der legendären „Chinesischen Wasserfolterzelle“. Berühmt wurde Houdini durch das Verschwindenlassen eines Elefanten auf dem Times Square, der in einer von Charles Morritt konstruierten Kiste „unsichtbar“ wurde.

### Anti-Spiritist
Houdini schloss Freundschaft mit Arthur Conan Doyle, der ein begeisterter Anhänger der im Aufwind befindlichen Spiritismus-Bewegung war. Wie viele andere hielt auch Doyle Houdinis scheinbar unerklärliche Ausbruchskünste für esoterische Wunder und geriet mit Houdini, der abstritt, über echte Zauberkräfte zu verfügen, in Streit.
Houdini erkor daraufhin den Kampf gegen betrügerische Spiritisten zu seiner Lebensaufgabe und beriet den an der Untersuchung und Aufklärung von Geisterphänomenen interessierten US-Kongress. Houdini wurde Mitglied eines Komitees der Wissenschaftszeitschrift Scientific American, die einen Geldpreis für diejenigen ausgeschrieben hatte, die vor dieser Jury übernatürliche Fähigkeiten beweisen konnten – ein Preis, der dank Houdini nie vergeben wurde. Für Schlagzeilen sorgte die erbitterte Kontroverse um das Ektoplasma-produzierende Medium Mina „Margery“ Crandon, das von mehreren Komiteemitgliedern für echt gehalten wurde. Houdini infiltrierte spiritistische Gesellschaften mit Gewährsleuten, ließ betrügerische Spiritisten durch Detektive ausspähen, beteiligte sich verkleidet an Séancen und hielt hierüber zahlreiche Vorträge. Die Aufklärung über Spiritistentricks machte er zum regulären Bestandteil seiner Shows, wodurch er sich in der gut florierenden Spiritisten-Zunft viele Feinde einhandelte. In seinem Buch Miracle Mongers enthüllte er die gängigen Tricks etwa der Fakire, Spiritisten, Feuerspucker, Schwertschlucker und Kraftartisten, die ihm aus seiner frühen Artistenzeit bekannt waren. Houdini war ein von Journalisten häufig zu Rate gezogener Fachmann, wenn über betrügerische spiritistische Methoden von Hochstaplern berichtet wurde.
Die Society of American Magicians kündigte unter der Präsidentschaft Houdinis an, jeden von einem Spiritisten demonstrierten Effekt analog und überzeugend vorführen zu können. Houdini arbeitete seine Erfolge in seinem Enthüllungsbuch A Magician Among the Spirits ein. Er überführte in der Folgezeit bekannte spiritistische Geisterbeschwörer des Betrugs, was die Presse regelmäßig aufgriff.

### Andere Leistungen

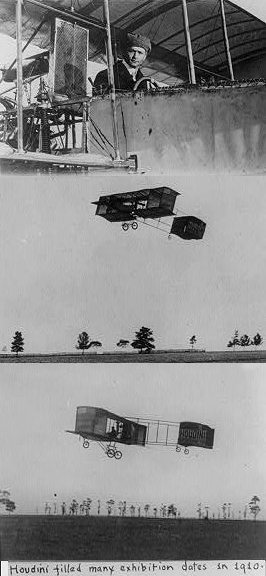
Harry Houdini in seiner Voisin Standard (1910)

Houdini ließ mehrere Dietriche patentieren sowie einen Taucheranzug, der ursprünglich zur Flucht aus einer im Wasser zu versenkenden Kiste gedacht war. Außerdem interessierte er sich für die gerade aufgekommene Luftfahrt. 1910 unternahm er mit einem Voisin Doppeldecker den ersten gesteuerten Motorflug auf dem australischen Kontinent und wurde dafür 1910 von der Australian Aeronautic League mit einem Preis ausgezeichnet. Neben seiner Karriere als Zauberkünstler produzierte Houdini einige Stummfilme in Hollywood, in denen er selbst mitspielte, jedoch ohne langfristigen Erfolg. Houdini besaß zwischenzeitlich New Yorks legendären Zauberladen Martinka’s und wurde Präsident der Society of American Magicians. Houdini entwickelte eine Sammelleidenschaft für alles, was irgendwie mit Zauberei und Magie zusammenhing.
Er war Freimaurer und wurde als Lehrling in New York City am 17. Juli 1923 in die St. Cecilie Lodge No. 568 initiiert, am 31. Juli 1923 zum Gesellen befördert und am 21. August 1923 zum Meister erhoben. Am 30. Oktober 1923 wurde er dort lebenslanges Mitglied. Später wurde er Mitglied des gemeinnützigen Mecca Shrine Temple der Shriners in New York City.

### Houdinis Tod
Houdini rivalisierte mit Fakiren, die außerordentliche Körperbeherrschung zeigten und Todesgefahren widerstanden. So brach Houdini den Rekord eines Fakirs, in einem verschlossenen Sarg möglichst lange ohne Luftzufuhr zu überleben. Houdini kopierte die Show eines dieser Fakire und behauptete, dass er jeden von einem Mann geführten Schlag in den Unterleib durch Anspannung seiner Bauchmuskulatur unversehrt überstehen könne. Diese Tests waren nicht Bestandteil seiner Show, jedoch ließ er kaum eine Gelegenheit zum Beweis seines Könnens aus.
Der Student Jocelyn Gordon Whitehead suchte Houdini am 22. Oktober 1926 in Montreal in dessen Garderobe auf. Laut Augenzeugenberichten der Studenten Jacques Price und Sam Smilovitz soll Whitehead Houdini mehrere kräftige Hiebe in den Bauch versetzt haben. Angeblich hatte er Houdini nicht genug Zeit gelassen, sich auf die Schläge vorzubereiten. Houdini hatte bereits mehrere Tage zuvor an Bauchschmerzen gelitten, jedoch keinen Arzt aufgesucht. Die Schläge verschlimmerten seinen Zustand und veranlassten Houdini zu einem Arztbesuch, bei dem eine akute Blinddarmentzündung diagnostiziert wurde. Dennoch sagte Houdini seine nächste und letzte Vorstellung am Garrick Theater in Detroit am 24. Oktober 1926 nicht ab. Danach wurde er in das Grace Hospital gebracht. Dort starb er nach zwei Operationen am 31. Oktober 1926. Die Ärzte diagnostizierten als Todesursache eine Perforation des Wurmfortsatzes in die freie Bauchhöhle („Blinddarmriss“) und eine daraus resultierende Bauchfellentzündung. Dennoch führten die Anwälte von Houdinis Witwe dessen Tod auf die Schläge zurück, was eine Verdoppelung der Sterbesumme von Houdinis Lebensversicherung bewirkte. Houdini wurde in einem Bronze-Sarg, den er sich gerade für einen Fakirtrick (Krematoriumsillusion) hatte bauen lassen, auf dem jüdischen Friedhof Machpelah Cemetery im New Yorker Stadtteil Queens beerdigt.
Im März 2007 gab Houdinis Großneffe George Hardeen auf einer Pressekonferenz bekannt, dass ein gerichtlicher Antrag vorliege, Houdini zu exhumieren und auf Giftspuren untersuchen zu lassen, da einer der behandelnden Ärzte, der sowohl alternativer Medizin als auch Spiritisten anhing, angeblich ein unbekanntes Präparat gespritzt haben sollte. Houdinis weitere Nachfahren widersetzten sich der Exhumierung in einem gemeinsamen Brief an das Houdini-Museum in Pennsylvania. Anschließend stellte sich heraus, dass die Pressekonferenz eine inszenierte Werbeveranstaltung der Autoren William Kalush und Larry Sloman für ihr gemeinsames Buch The Secret Life of Houdini war, in dem über die Theorie der Vergiftung spekuliert wird. Ein Antrag auf Exhumierung lag beim benannten Gericht nicht vor.

## Houdinis Vermächtnis
Seinen Kampf gegen Spiritisten setzte Houdini sozusagen noch im Tod fort: Er hatte u. a. mit seiner Frau Bess einen Code „Rosabell, believe“ vereinbart. Das Codewort stammt aus Bess’ Song „Rosabelle“. Zehn Jahre lang lud Bess zu Halloween verschiedene Spiritisten zur Séance. Einem „echten“ Medium, so der Gedanke, würde Houdinis Geist diesen Code mitteilen, und Bess wüsste so, dass sie tatsächlich mit ihrem verstorbenen Gatten kommuniziert hatte. Dem Geisterbeschwörer Arthur Ford gelang diese Sensation, bis sich herausstellte, dass er mit der finanziell und psychisch angeschlagenen Bess eine Affäre hatte. Die US-Zauberer treffen sich jedes Jahr an Houdinis Todestag, um eine Botschaft zu empfangen, die Houdini ursprünglich für Doyle vorgesehen hatte – bislang vergeblich.
Der Name Houdini ist im Laufe der Zeit in der US-amerikanischen Alltagssprache zu einem Synonym für „entkommen“ geworden („to houdinize“). Sein Mythos als unbesiegbarer Superman qualifizierte ihn für Generationen von US-Amerikanern als Idol.
Houdini-Material ist von Sammlern sehr begehrt. Eine Auktion diverser Houdiniana bei dem US-amerikanischen Haus Potter & Potter erbrachte die Rekordsumme von insgesamt 310.000,00 US-Dollar.

## Verwandtschaft mit der Herrmann-Familie
Es besteht eine angeheiratete Verwandtschaft mit den erfolgreichen Zauberkünstlern aus der internationalen Zauberkünstlerfamilie Herrmann. Die erste Ehefrau von Houdinis Vater war eine Cousine ersten Grades von Compars Herrmanns erster Ehefrau Rosa Herrmann-Csillag. Houdinis Vater und Compars Herrmann waren befreundet, auch wenn sie dies aus geschäftlichen Konkurrenzgründen nicht publik machten. Houdinis Bruder Hermann war damit ein Cousin zweiten Grades der Opernsängerin Blanche Corelli, Tochter von Compars und Rosa Herrmann, mit der er selbst viele Jahre lang Briefe austauschte. 

## Schriften
- Handcuff Secrets Exposed.
- The right way to do wrong.
- Dr. Wiljalba Frikell Still Alive. In: Mahatma. Ausg. 6, Nr. 11, New York, Mai 1903, S. 126.
- The unmasking of Robert-Houdin. In: The Publishers Printing Co. New York 1908 (Online-Version).
- Miracle Mongers.
- A Magician Among the Spirits.
- Houdini on magic. Dover Books, New York 1976, ISBN 0-486-20384-0.

## Schauspielkarriere

### Filmografie

#### Schauspieler
- 1919: The Master Mystery
- 1919: The Grim Game
- 1920: Terror Island
- 1922: Der Mann aus dem Jenseits (The Man from Beyond, auch Drehbuchautor/Produzent)
- 1923: Haldane of the Secret Service

#### Regisseur
- 1921: The Soul of Bronze
- 1923: Haldane of the Secret Service

### Musikrevue
- 22. August 1918 bis 17. Mai 1919: Everything nach/von R. H. Burnside. Hippodrome Theatre. 461 Aufführungen.

## Spielfilme, Serien und Lieder über Houdini
- 1953: Houdini, der König des Varieté (Houdini) (USA, Regie: George E. Marshall, Darsteller: Tony Curtis, Janet Leigh u. a.)
- 1976: Die großen Houdinis (The great Houdinis) (USA, Regie: Melville Shavelson, Darsteller: Paul Michael Glaser, Peter Cushing u. a.)
- 1982: Houdini (Lied von Kate Bush)
- 1987: Die Jugend des Magiers (Young Harry Houdini) (USA, Regie: James Orr, Darsteller: Wil Wheaton, José Ferrer u. a.)
- 1989: Handcuffs for Houdini (Lied von Cutting Crew)
- 1997: Fremde Wesen (FairyTale: A True Story) (UK/USA, Regie: Charles Sturridge, Darsteller: Harvey Keitel, Peter O’Toole, Bill Nighy u. a.)
- 1998: Houdini, Flirt mit dem Tod (Houdini) (USA, Regie: Pen Densham)
- 2007: Tödliche Magie (Death Defying Acts) (UK/Australien, Regie: Gillian Armstrong, Darsteller: Guy Pearce, Catherine Zeta-Jones)
- 2014: Houdini (USA 2014, Regie: Uli Edel, Darsteller: Oscarpreisträger Adrien Brody)
- 2023: Houdini (Lied von Dua Lipa)
- 2024: Houdini (Lied von Eminem)

## Sonstiges
Im Oktober 2014 wurde im Theater Hof ein Musical über das Leben Houdinis uraufgeführt, mit Chris Murray in der Hauptrolle.
Der Titel Houdini auf Kate Bushs Album The Dreaming ist von den Versuchen Bess Houdinis inspiriert, mit ihrem verstorbenen Mann Kontakt aufzunehmen.

## Ehrungen
Houdini hat einen Platz in der Hall of Fame der Society of American Magicians.
Dazu hat er seit 1975 auf dem Hollywood Walk of Fame (Kategorie Film) einen Stern (7001 Hollywood Boulevard).